# Şükrü Saracoğlu
Mehmet Şükrü Saracoğlu (IPA: [ˈmehmet ˈʃycɾy saɾaˈdʒoːɫu]) (Ödemiş, 17 giugno 1887 – Istanbul, 27 dicembre 1953) è stato un politico e dirigente sportivo turco, primo ministro della Turchia dal 9 luglio 1942 al 7 agosto 1946 e presidente del Fenerbahçe S.K.

## Biografia
Di origini albanesi da parte di padre, dopo aver studiato all'Accademia di Scienze politiche di Ginevra, tornò in patria in seguito all'occupazione greca di Smirne per partecipare alla lotta contro l'invasore.
Nel 1923 entrò nell'Assemblea nazionale e durante il gabinetto di Ali Fethi Okyar ricoprì la carica di ministro dell'Educazione. In seguito venne inserito nella Commissione per lo scambio delle popolazioni che si sarebbe occupata di negoziare con il governo di Atene.
Fu ministro delle Finanze dal 1927 al 1930 nel governo di İsmet Pascià; nel 1931 presiedette la Commissione che si recò a Parigi per risolvere l'annoso problema del debito pubblico dell'Impero Ottomano. Nel 1933 tornò a far parte di una compagine di governo come ministro della Giustizia; nel 1938 ottenne la carica di ministro degli Esteri nell'esecutivo guidato da Celal Bayar, che mantenne fino al 1942. In questo periodo la sua azione fu rivolta all'obiettivo di tenere la Turchia fuori dalla seconda guerra mondiale, osservando una stretta neutralità sia nei confronti della Germania che della Gran Bretagna.
Nel 1942, dopo la morte di Refik Seydam e le successive elezioni, assunse la carica di capo del governo, continuando a perseguire in politica estera la stessa condotta precedente, tanto più che dal 1944 assunse anche la carica di ministro degli Esteri ad interim. La sua posizione divenne sempre più favorevole agli Alleati, via via che le vicende della guerra progredivano verso una loro vittoria finale; nel gennaio 1945 dichiarò guerra alla Germania, preoccupato anche dal fatto che l'Unione Sovietica potesse avanzare richieste territoriali nei confronti della Turchia.
Alla metà del 1946 fu costretto a dimettersi per motivi di salute. Nel 1948 venne eletto presidente del Parlamento, carica che ricoprì fino al 1950, quando si ritirò dalla vita politica.
A lui è stato intitolato lo stadio della squadra di calcio del Fenerbahçe, club di cui fu il presidente. 
Sposato, ebbe tre figli. Era fluente in inglese e francese.